# George William Russell
George William Russell (pseudonym Æ), född 10 april 1867 i Lurga, Armagh, Irland, död 17 juli 1935 var en irländsk poet, manusförfattare, evangelist och konstnär.